# Ferenc Koperniczky
Ferenc Koperniczky, též Franz Koperniczky (17. února 1851 Zebegény - 22. března 1941 Bratislava), byl římskokatolický kněz, československý politik maďarské národnosti ze Slovenska a meziválečný senátor Národního shromáždění ČSR zvolený za Německou křesťansko sociální stranu lidovou.

## Biografie
V parlamentních volbách v roce 1920 získal senátorské křeslo v Národním shromáždění za Německou křesťansko sociální stranu lidovou. Byl ale pouze hospitantem v jejím senátorském klubu. Senátorem byl do roku 1925. Profesí byl proboštem v Bratislavě. Parlamentní projevy pronášel maďarsky a definoval se jako zástupce Maďarů a Karpatských Němců, kteří odmítají zapojení Slovenska do československého státu.